# RSK山陽放送吉備ラジオ送信所
RSK山陽放送吉備ラジオ送信所（アールエスケーさんようほうそう きびラジオそうしんじょ）は、岡山県岡山市北区にあるRSK山陽放送（RSKラジオ）の中波放送の親局送信所である。
本送信所の周囲一帯はRSKおよび関連会社による公園事業RSKランド（主にはRSKバラ園およびRSKハウジングプラザ）の運営地となっているため、本項ではこれらの付随施設、およびその運営会社である株式会社RSKサービスについても詳述する。

## 放送区域
岡山平野を始めとして県南部の広範囲に電波を発射している。
周波数は岡山県内全域1494kHzに統一されている。またAMステレオ放送は当局と高梁局のみが実施していたが、2011年3月からモノラル放送に戻っている。

## 歴史
1953年（昭和28年）10月1日に山陽放送ラジオが開局した当時、送信所は岡山市浜野字野田（現：岡山市南区浜野4丁目）に置かれていた。その後、1970年（昭和45年）3月1日に現在地へ移転した。
- 1970年3月1日 - 岡山ラジオ放送局を当時の岡山県都窪郡吉備町撫川に移転設置。
- 1987年10月1日 - 岡山ラジオ放送局の出力を5kW→10kWに増力。
- 1992年10月5日 - AMステレオ放送開始。
- 2011年3月28日 - AMステレオ放送終了。

## 施設
- 所在地：岡山市北区撫川字国里1576番2号
- 空中線地上高：105m

## AMラジオ放送送信設備
| 放送局名  | コールサイン | 周波数   | 空中線電力 | 放送対象地域 | 放送区域内世帯数 | 備考 |
| --------- | ------------ | -------- | ---------- | ------------ | ---------------- | ---- |
| RSKラジオ | JOYR         | 1494 kHz | 10 kW      | 岡山県       | 約-世帯          |      |

## RSKランド
RSKランド（アールエスケイランド）は、本ラジオ送信所を中核施設とした、広場を中心とする多目的公園。同公園の管理運営実務はRSK→RSKホールディングスの完全子会社株式会社RSKサービス（アールエスケイサービス、RSK service Co., Ltd. 旧：株式会社山陽放送サービス）によって行われている。
本ラジオ送信所を中心とした一帯は、かつて放送法で設置が求められていた非常用第二送信所用地（電波障害原因設備の近隣建設を防止させるための緩衝地を兼ねる）としてRSKによって確保されていた地域である。放送法緩和により非常用送信所保持の必要が無くなったことから、RSKの子会社である株式会社アール・エス・ケイ・ランド（当初はRSK総務課。2015年にRSKサービスが合併）によって公共施設としての活用が模索され、遊具を配した児童公園「こども広場 ちびっこアスレチック」（RSKバラ園内）や多目的広場としての芝生地「RSK広場」が設定された。これらの施設群の中で特に代表的なランドマークが「RSKバラ園」と「RSKハウジングプラザ」である。

### RSKバラ園
RSKバラ園（アールエスケイ バラえん、英称：RSK Rose Garden）は、RSKサービスによって運営・管理 されているバラ科の植物を中心とした植物公園。1974年開園。
RSK吉備ラジオ送信所よりの送信電波を円滑に発信するための電波緩衝地を兼ねて設立された植物公園で、同送信所を中心として半径約100m（直径約200m）の同心円状に花壇と遊歩道が整備されている。そのため本送信所を至近で見学したい場合には、本園内に入場する必要がありラジオ送信所見学者にも入場料（下記）を要する。また、同じ理由でRSK吉備ラジオ送信所とRSKバラ園がお互いのランドマークとも化している。
バラ園への入り口は「正面口」「南入口」「広場口」の3つがあり、広場口の内部に「こども広場 ちびっこアスレチック」とドッグランが併設されている。
なお正面口は団体客が設定されている時および無休シーズン期（下記）以外（通常運営日）においては閉鎖されている。そのため通常運営日においては、南側の「南入口」もしくは「広場口」より入場する事になる。身体障害者（車椅子利用者）に対しては「南入口」のみバリアフリー対応となっている（正面口は階段、広場口は立位型回転戸であるため）。

#### 運営形態
- 入場料：大人600円・小人（保育園以上）300円（団体料金：大人540円・子ども200円）[3]。ただしバラのシーズンオフにあたる8月・9月・12月・1月は大人300円・小人200円。
- 開園時間：9時30分から17時まで開園[3]。
- 休園日：毎週水曜日。ただし4月から6月まで、および10月から11月までは無休。ただし大雨・暴風・地震などの自然災害による緊急休園あり[3]。

#### 展示栽培されている主な植物
およそ450品種・15,000株の植物を展示栽培している。
- バラ各種
- クリスマスローズ
- ハナミズキ
- ツツジ
- 藤
- ハナショウブ
- 牡丹
- アジサイ
- 大賀ハス
- スイセン
- 梅
- 桜
- ロックガーデン（各種山野草）

### RSKハウジングプラザ
RSKハウジングプラザ（アールエスケイ ハウジングプラザ）は、RSK総務課 およびRSKサービス によって運営されている総合住宅展示場。
常時、約30棟前後のモデルハウスを展示しており、ウェブサイト、リーフレット、テレビCMなどでは中四国最大規模 を謳っている。本場は岡山市に属するが、敷地西側を流れる用水路が倉敷市との境界となっているため、「岡山・倉敷の住宅展示場」と表記されている。

#### 主な出展企業
- トヨタホーム
- 積水ハウス・セキスイハイム
- ダイワハウス
- 一条工務店
- 日本ハウスホールディングス
- 両備住宅
- スウェーデンホーム
- 住友林業
- ヘーベルハウス
- ライフデザイン・カバヤ
- ミサワホーム中国
- パナホーム
- 百年住宅
- コラボハウス
- 創建ホーム
- 三井ホーム
- 茂山組

### 他の設備
花・撫川（はな なつかわ）
RSKバラ園に付随する花屋。ただしバラ園敷地内ではなくRSK広場の一画に店舗を構えている。生花および花の苗を販売している。
GREEN ROOM（グリーンルーム）
RSK広場の一画に店舗を構える土産物店を兼ねた軽食喫茶店（カフェレストラン）で地産地消を意識したメニューを提供している。
RSK広場（アールエスケイひろば）
バラ園の東、駐車場の西、ハウジングプラザの北に設定されている芝生広場。バラ園主催の花苗即売会および盆栽品評会や山陽放送主催の野外イベントなどの会場として使用される事がある。
十割そば処 松吟庵（じゅうわりそばどころ しょうぎんあん）
2016年10月7日開業。RSK広場の階段状になっているバラ園入り口として利用する階段と地面の間のスペースにある蕎麦屋。バラ園の入場料は不要で食事代だけで利用可能。

## アクセス
岡山市北区撫川地区という郊外地にあるためアクセスは自動車（バス・タクシー・レンタカー・自家用車など）のみに限られる。特に公共交通機関利用の場合は利用できるのは路線バス（両備・岡電バス。岡山倉敷線）のみである。

### 自動車
自動車約700台が収容可能な無料駐車場を完備している。
高速道路
- 山陽自動車道を倉敷インターチェンジで降り国道429号を南進（倉敷インター信号を右折）し平田交差点より倉敷市道を東進（左折）する。東進のまま市道に途中合流する岡山県道389号吉備津松島線を進み、ばら園北口交差点を南進（右折）して岡山県道73号箕島高松線を南進すぐ。約20分。
- 瀬戸中央自動車道を早島インターチェンジで降り国道2号岡山バイパスを岡山方面に東進。側道より岡山県道73号箕島高松線に乗り（左折）岡山県総合流通センター内を折れる事なく通過して、流通センター交差点を直進で越えてすぐ。約20分。

一般道路

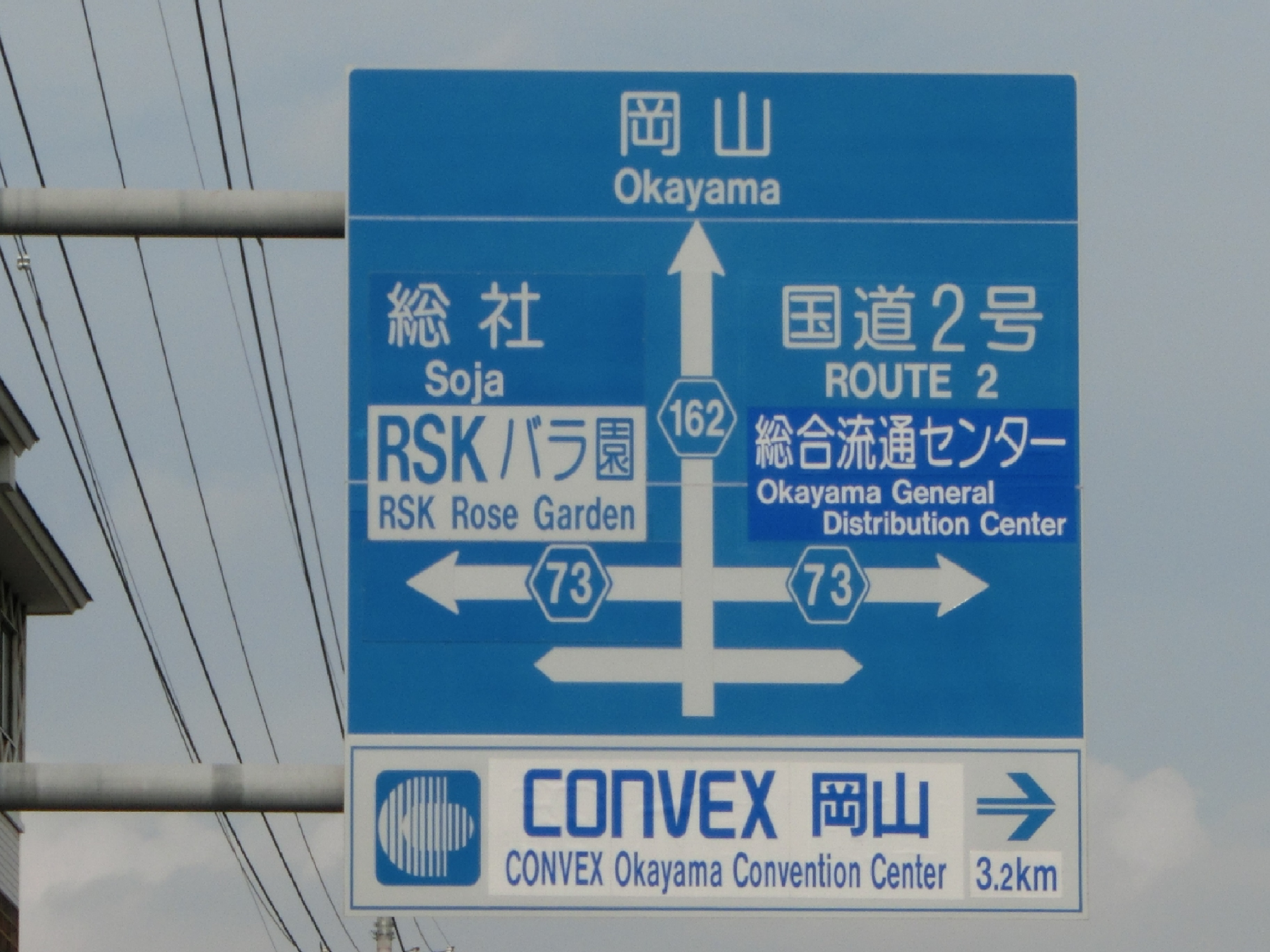
倉敷側より岡山方面に向かって設置された、旧・二号線と交わる流通センター入り口交差点の、案内標識。
また青色看板の表示により、左折すればバラ園入り口前の信号まで、直線で到着できる。
（2020年10月12日撮影）

- （岡山市北区および倉敷市、各中央部より）岡山県道162号岡山倉敷線を流通センター交差点にて折れ（岡山側からは右折、倉敷側からは左折）岡山県道73号箕島高松線を北進すぐ。両中心部より約30分。

注意：岡山県道162号岡山倉敷線上には「ばら園南口」交差点が存在するが、これは旧道（岡山県道73号箕島高松線整備前の導入路）の交差点であるため、これを折れてもバラ園への到着が困難となる（途中で右折する必要があるが、これを要する場所に右折を促す案内看板が無い。ただしバラ園入口の本看板が視認できる圏内ではあるため、同地にて周囲を時間をかけて注視すれば時間はかかるが到着は可能）。
- （岡山駅西口より）新幹線側道（西口ロータリー前の市道→高柳交差点から岡山県道242号川入巌井線→川入交差点以降市道）を倉敷方面に西進してばら園北口交差点を南進（左折）すぐ。約30分。

### バス
- 岡山駅より両備バス・岡電バス・下電バス、倉敷方面（主に中庄駅・倉敷駅）行き「下撫川」又は「瀬戸大橋温泉前」下車。徒歩10—15分。

この路線が主要アクセスとして使用される岡山県道162号岡山倉敷線を走る幹線バスであるため、平成の終わり頃には本数も多かったものの、現在はマイカーの更なる普及と少子化による乗降者数の激減により、令和に入ってからは極端に便数が減少して一時間に一便はざらで、最高で二時間も開く時間帯もあらわれ、乗車タイミングを見誤ると思わぬロス時間が発生するので事前の乗車時間確認が必要である。
- 花尻入口バス停より岡電バス、岡山駅方面行き「RSKバラ園前」下車。徒歩1分。

この路線は上記岡山倉敷線の支線 であり、主に朝のラッシュ時間帯に岡山方面へ通勤（倉敷方面へ帰宅）する岡山市内郊外客のために設定された路線 であり運行も朝・夕それぞれ2本程度しかない。そのため、2023年現在の路線構成では「バラ園前」という名のバス停ではあるが周辺主要駅からのアクセス路線のバス停ではないことに注意する必要がある。
- - なお、国鉄バス→JR西日本バス→JRバス中国（両備線）が運行していた時代から、両備・岡電・下電の3社共同運行へ移管された直後は、例外として岡電バス一社のみの運行により元々JRバスが運行していた、RSKバラ園前→庄新町経由下撫川行（岡山駅発着と倉敷駅発着とがあり）路線を昼間でも増便して引き継いだ。このために、バラ園敷地内の正面入口(階段入口)前の広場には新たに岡電バス専用の路上車庫二台分の白線枠が設けられて、夜間の駐車によりバラ園からの始発が設定されていた。これはJRバス中国が廃止により、バラ園北西２㌔先の庄新町地区(1000戸規模の戸建て団地)への既存の路線も廃止となったために、便利性確保のために新たに設定されて正真正銘のバラ園へのアクセスとして、機能していた時期も約数年間あった[9]。

### 最寄駅
JR西日本 山陽本線・庭瀬駅下車。北口より駅構内から出場。
- 庭瀬駅北口より
  - 自動車（タクシー・レンタカー・自家用車）で約10分。道順は下記および上記を参照（下記の商店道路を通過した後、庭瀬交差点左折後は岡山県道162号ルートとなる）。
  - 徒歩約45分。ルートは自動車と同じ。
  - 駅前の商店道路（駅前市道と岡山県道151号妹尾吉備線の一部）を徒歩1分北進して庭瀬交差点を左折。中国銀行庭瀬支店前にある庭瀬駅前バス停より
    - 岡電バス・下電バス、倉敷方面行き「下撫川」下車。徒歩5分。
    - 岡電バス、岡山駅発・花尻入口方面行き「RSKバラ園前」下車。徒歩1分[10]。